# Battaglia di Cajamarca
La battaglia o massacro di Cajamarca fu un attacco a sorpresa sferrato contro la guardia reale Inca da Francisco Pizarro. L'imboscata avvenne la sera del 16 novembre 1532 nella grande piazza di Cajamarca, e costò la vita a migliaia di Inca portando alla cattura dell'imperatore Atahualpa.

## Storia
Lo scontro di Cajamarca fu il culmine di una lotta durata mesi che fu composta da atti di spionaggio, sotterfugi e diplomazia tra Pizarro e gli Inca attraverso i rispettivi messaggeri. Atahualpa ricevette gli invasori partendo da una posizione di immensa forza. Gli Inca erano accampati sulle alture di Cajamarca, freschi dalla vittoria ottenuta nella guerra civile contro il fratellastro Huáscar, e credevano di avere poco da temere dal piccolo esercito di Pizarro dall'abbigliamento e armamento stravaganti. Mostrandosi amico, Atahualpa attirò gli avventurieri nel cuore delle sue montagne, dove ogni minaccia sarebbe stata repressa con forza. Pizarro ed i suoi uomini arrivarono il 15 novembre.
Atahualpa, a differenza di Montezuma in Messico, sapeva bene che questi uomini non erano per niente dei o loro rappresentanti. L'informazione gli era giunta dalle sue spie. Secondo le fonti spagnole, progettava di reclutare qualcuno dei conquistadores per appropriarsi delle armi da fuoco e dei cavalli. Avrebbe poi giustiziato gli altri a proprio piacimento.
Il libro History Of The Conquest Of Peru, scritto da William H. Prescott nel XIX secolo, racconta il dilemma in cui si trovarono le forze spagnole. Qualsiasi assalto all'esercito Inca che sovrastava la valle si sarebbe trasformato in un attacco suicida. Anche la ritirata era fuori questione, dato che ogni segno di debolezza avrebbe rovinato la loro immagine di invincibilità, ed avrebbe invitato gli altri all'inseguimento negli stretti passi montani. Una volta che le fortezze in pietra venivano riempite da una guarnigione, pensava Pizarro, sarebbero state inespugnabili. Anche non fare niente aveva i suoi lati negativi, dato che un prolungato contatto con i nativi li avrebbe convinti della non-soprannaturalità degli spagnoli. A differenza di Hernán Cortés, che Pizarro imitava e che poteva chiamare i rinforzi a 300 chilometri da Veracruz, Pizarro poteva contare solo sulle forze stanziate a Panama, a 3000 chilometri di distanza.

## Preparazione
Pizarro riunì i suoi ufficiali la sera del 15 novembre, presentando una strategia che richiamava le vittorie di Cortés in Messico per la sua audacia: avrebbe catturato l'imperatore. Dato che era improbabile riuscire a farlo in un campo di battaglia aperto, Pizarro invitò gli Inca a Cajamarca. Secondo gli storici nessuno dormì quella notte.
Atahualpa accettò l'invito. Il giorno dopo, alla testa di 80 000 uomini, scese lentamente dalla collina. Le fortune di Pizarro cambiarono nel tardo pomeriggio quando Atahualpa annunciò che gran parte dei suoi uomini si sarebbero accampati all'esterno delle mura cittadine. Chiese ospitalità solo per sé e per i suoi uomini più fidati, che avrebbero lasciato le armi all'esterno in segno di fiducia.
Essendosi nascosti nella città, gli spagnoli permisero agli Inca di entrare. Si verificò un incidente quando fra' Vicente de Valverde avvicinò gli Inca ordinando loro di abbandonare il paganesimo per aderire al cattolicesimo e sottomettersi a Carlo V, Sacro Romano Imperatore. Atahualpa si ritenne ugualmente insultato e confuso dalle richieste degli spagnoli. Nonostante Atahualpa non avesse alcuna intenzione di cedere, secondo lo storico Garcilaso de la Vega iniziò a fare domande indagando sulla religione degli spagnoli e sul loro re, ma gli uomini di Pizarro iniziarono a diventare impazienti. L'apice si raggiunse quando Atahualpa chiese di vedere una Bibbia. Non sapendo come si apre un libro, l'imperatore Inca si arrabbiò quando il frate tentò di aiutarlo, colpendogli il braccio. Riuscì poi ad aprirlo, ma rimase deluso dalle pagine e dalle parole e lo lanciò sul terreno. I racconti storici differiscono riguardo al fatto che il frate sia andato da Pizarro raccontandogli l'accaduto, riportandogli altre domande dell'imperatore, dopodiché Pizarro ordinò di iniziare l'attacco, o se si fosse rivolto direttamente alle truppe spagnole nascoste esortandole ad attaccare in nome della Chiesa, assolvendoli subito per gli omicidi che sarebbero seguiti.

## La cattura di Atahualpa
Al segnale di attacco gli spagnoli rivolsero le armi da fuoco verso la massa vulnerabile degli Inca, iniziando l'azione. L'effetto fu devastante: gli Inca, presi di sorpresa, opposero una resistenza tanto debole che la battaglia viene spesso definita "massacro". I racconti del tempo, riportati dagli uomini di Pizarro, spiegano come le forze spagnole abbiano usato una carica della cavalleria contro gli indigeni, che mai avevano visto i cavalli, insieme alle armi da fuoco, anche queste sconosciute dagli Inca. Altri fattori a favore dell'esercito spagnolo furono le spade, elmi ed armature in acciaio, mentre gli Inca avevano solo equipaggiamento in pelle ed erano poco armati. Gli spagnoli potevano usare anche qualche cannone, utilissimo nella piazza. Il primo obiettivo degli spagnoli era l'imperatore Inca ed i suoi ufficiali più alti in grado; una volta catturati od uccisi questi, gli altri uomini sarebbero stati disorganizzati.